# Eneli Jefimova
Eneli Jefimova, née le 27 décembre 2006, est une nageuse estonienne spécialisée en brasse.

## Biographie
Eneli Jefimova participe à l'épreuve féminine du 100 m brasse aux Championnats d'Europe 2020, à Budapest, . 
En juillet 2021, elle décroche la médaille d'or du 100 m brasse aux Championnats d'Europe juniors à Rome, en Italie. Quelques mois plus tard, elle remporte une médaille d'argent au 100 m brasse aux Championnats d'Europe en petit bassin à Kazan . En 2023, elle arrive première sur cette même épreuve aux championnats d'Europe de natation en petit bassin à Otopeni en Roumanie. 